# Кондиляртры
Кондиля́ртры, или древние копытные (лат. Condylarthra, от др.-греч. κόνδῠλος — кулак и ἄρθρον — сустав, по форме таранной кости), — сборная полифилетическая группа вымерших млекопитающих, служившая мусорным таксоном для объединения «архаичных копытных», живших в эпоху палеогена в Америке, Евразии и Африке. Кондиляртр рассматривали в ранге отряда, в который входило девять семейств, включавших в совокупности около 100 родов.

## Описание
Древние копытные были по строению скелета и копыт примитивнее более поздних копытных, обладали относительно короткими конечностями и длинным хвостом. Существовало много различных форм кондиляртр, длина их тела варьировала от 15 см до 2 м. Объём черепа был мал. Древние копытные имели небольшие резцы, умеренно длинные клыки, щёчные зубы с низкими коронками и тупыми буграми. Конечности были пятипалыми и стопоходящими. Пальцы были расставлены широко и не противопоставлялись.

## Питание
Древние копытные были, по всей видимости, всеядными, однако основную долю в их питании составляла всё же растительная пища.

## Классификация
К кондиляртрам относили следующие роды и семейства:
- Арктоциониды[7] («Arctocyonidae») — полифилетическое семейство, в которое включали конвергентно схожие таксоны эутерий (Eutheria)[5];
- Chriacidae — семейство, входящее в грандотряд копытных (Euungulata)[8][9][10], либо в стволовую группу панголинов (тотальная группа Pholidotamorpha[англ.][11])[5]; статус семейства в современных системах классификации спорный;
- Didolodontidae — семейство, входящее в стволовую группу непарнокопытных (тотальная группа Panperissodactyla[a][b])[12];
- Гиопсодонтиды[13] (Hyopsodontidae) — семейство, входящее в стволовую группу китопарнокопытных (тотальная группа Artiodactylamorpha[c])[5];
- Paroxyclaenidae — семейство, возможно, относящееся к отряду цимолестов[15];
- Периптихиды (Periptychidae) — семейство, предположительное входящее в состав стволовой группы панголинов (тотальная группа Pholidotamorpha[11])[5];
- Pleuraspidotheriidae — семейство стволовых копытных (тотальная группа Pan-Euungulata[d])[5];
- Quettacyonidae — семейство эутерий спорного систематического положения[17];
- Миоклениды[18] (Mioclaenidae) — семейство копытных; некоторыми авторами считается подсемейством фенакодонтид (как Miloclaeninae)[5];
- Фенакодонтиды[19] (Phenacodontidae) — семейство копытных, входящее в стволовую группу либо непарнокопытных (тотальная группа Panperissodactyla[a])[21], либо китопарнокопытных (тотальная группа Artiodactylamorpha[c])[5];
- Meniscotheriidae — расформированы и включены в состав семейства фенакодонтид[5];
- Kharmerungulatum — род из семейства Zhelestidae[англ.] стволовой группы эутерий[22];
- Perutherium — род подотряда нотиопрогоний (Notioprogonia) отряда нотоунгулят[23];
- Protungulatum — род в составе стволовой группы эутерий[5];
- Tingamarra — род зверей (терий) неясного систематического положения (incertae sedis)[24].